# Biserica de lemn „Sfinții Voievozi” din Urleta
Biserica de lemn „Sfinții Voievozi” din Urleta este un monument istoric aflat pe teritoriul satului Urleta, comuna Bănești. În Repertoriul Arheologic Național, monumentul apare cu codul 132333.01.